# Úrvalsdeild
Úrvalsdeild (eller Pepsideild af sponsormæssige årsager), er den øverste fodboldrække i islandsk fodbold. Úrvalsdeild blev etableret i 1912. Der spilles fra april/maj til september/oktober. Ligaen har 12 hold.
Knattspyrnufélag Reykjavíkur (KR) er det hold, der har vundet Úrvalsdeild flest gange, nemlig 24. Valur har vundet 21 gange, mens ÍA og Fram har vundet 18 gange.

## Aktuelle slutstilling
Skabelon:Úrvalsdeild 2024

## Islandske mestre
- 1912: KR (Reykjavík) (1)
- 1913: Fram Reykjavík* (1)
- 1914: Fram Reykjavík* (2)
- 1915: Fram Reykjavík (3)
- 1916: Fram Reykjavík (4)
- 1917: Fram Reykjavík (5)
- 1918: Fram Reykjavík (6)
- 1919: KR (2)
- 1920: Víkingur (Reykjavík) (1)
- 1921: Fram Reykjavík (7)
- 1922: Fram Reykjavík (8)
- 1923: Fram Reykjavík (9)
- 1924: Víkingur (2)
- 1925: Fram Reykjavík (10)
- 1926: KR (3)
- 1927: KR (4)
- 1928: KR (5)
- 1929: KR (6)
- 1930: Valur (Reykjavík) (1)
- 1931: KR (7)
- 1932: KR (8)
- 1933: Valur (2)
- 1934: KR (9)
- 1935: Valur (3)
- 1936: Valur (4)
- 1937: Valur (5)
- 1938: Valur (6)
- 1939: Fram Reykjavík (11)
- 1940: Valur (7)
- 1941: KR (10)
- 1942: Valur (8)
- 1943: Valur (9)
- 1944: Valur (10)
- 1945: Valur (11)
- 1946: Fram Reykjavík (12)
- 1947: Fram Reykjavík (13)
- 1948: KR (11)
- 1949: KR (12)
- 1950: KR (13)
- 1951: ÍA (Akranes) (1)
- 1952: KR (14)
- 1953: ÍA (2)
- 1954: ÌA (3)
- 1955: KR (15)
- 1956: Valur (12)
- 1957: ÌA (4)
- 1958: ÌA (5)
- 1959: KR (16)
- 1960: ÌA (6)
- 1961: KR (17)
- 1962: Fram Reykjavík (14)
- 1963: KR (18)
- 1964: Keflavík (1)
- 1965: KR (19)
- 1966: Valur (13)
- 1967: Valur (14)
- 1968: KR (20)
- 1969: Keflavík (2)
- 1970: ÍA (7)
- 1971: Keflavík (3)
- 1972: Fram Reykjavík (15)
- 1973: Keflavík (4)
- 1974: ÍA (8)
- 1975: ÍA (9)
- 1976: Valur (15)
- 1977: ÍA (10)
- 1978: Valur (16)
- 1979: ÍBV (Vestmannaeyjar) (1)
- 1980: Valur (17)
- 1981: Víkingur (3)
- 1982: Víkingur (4)
- 1983: ÍA (11)
- 1984: ÍA (12)
- 1985: Valur (18)
- 1986: Fram Reykjavík (16)
- 1987: Valur (19)
- 1988: Fram Reykjavík (17)
- 1989: KA (Akureyri) (1)
- 1990: Fram Reykjavík (18)
- 1991: Víkingur (5)
- 1992: ÍA (13)
- 1993: ÍA (14)
- 1994: ÍA (15)
- 1995: ÍA (16)
- 1996: ÍA (17)
- 1997: ÍBV (2)
- 1998: ÍBV (3)
- 1999: KR (21)
- 2000: KR (22)
- 2001: ÍA (18)
- 2002: KR (23)
- 2003: KR (24)
- 2004: FH (Hafnarfjörður) (1)
- 2005: FH (2)
- 2006: FH (3)
- 2007: Valur (20)
- 2008: FH (4)
- 2009: FH (5)
- 2010: Breiðablik (Kópavogur) (1)
- 2011: KR (25)
- 2012: FH (6)
- 2013: KR (26)
- 2014: Stjarnan (Garðabær) (1)
- 2015: FH (7)
- 2016: FH (8)
- 2017: Valur (21)
- 2018: Valur (22)
- 2019: KR (27)
- 2022: Breiðablik (2)
- 2023: Víkingur Reykjavík
- 2024: Breiðablik (3)

*Der blev ikke afholdt nogen turnering i 1913 og 1914, Fram Reykjavík fik tildelt titlen.
| Fodbold | Spire Denne artikel om en fodboldturnering er en spire som bør udbygges. Du er velkommen til at hjælpe Wikipedia ved at udvide den. |